# Patrice Caillault
Patrice Caillault, né le 13 avril 1954 à Saint-Ouen-les-Vignes (Indre-et-Loire), est un chef cuisinier, maître cuisinier de France.

## Biographie
Patrice Caillault est né le 13 avril 1954 à Saint-Ouen-les-Vignes.

### Apprentissage
C’est au lycée hôtelier de Vernou-sur-Brenne que Patrice Caillault fait ses études de 1968 à 1971. Puis débutent ses premières expériences professionnelles : 
- 1971-1972 : commis de cuisine à l’Hôtel Byblos à Saint-Tropez
- 1973-1974 : commis de cuisine au restaurant Charles Barrier à Tours

La rencontre avec Charles Barrier, grand chef cuisinier, trois étoiles au guide Michelin, marque profondément Patrice Caillault et lui apporte de solides acquis culinaires.
- 1975-1977 : Chef de partie à l’Auberge des Templiers aux Bézards (deux étoiles au guide Michelin)
- 1978-1979 : Chef de partie au restaurant Ledoyen à Paris (deux étoiles au guide Michelin)
- 1979-1981 : Chef de partie au restaurant Taillevent à Paris (trois étoiles au guide Michelin)
- 1982-1983 : gérant du restaurant Le Limargue à Lavergne (Lot).

### Le Domaine de Rochevilaine à Billiers dans le Morbihan
C’est en 1984, fort de son expérience, que Patrice Caillault arrive au Domaine de Rochevilaine. 
Face à ses fourneaux et à l’océan, sa principale source d’inspiration, il crée des recettes entre tradition et innovation, avec un immuable savoir-faire qui force le respect et suscite de nombreuses distinctions. Depuis plus d’un quart de siècle, il y a gagné l’égard de ses pairs et la fidélité de sa clientèle.
Dans ses recettes, Patrice Caillault valorise les produits de son terroir (pigeonneaux de Sainte-Anne-d'Auray, homards de Bretagne, pêche des petits bateaux, huîtres de la Rivière de Pénerf, civelle pêchée en Vilaine, moules de Pénestin, sel de Saint-Armel, …).

## Distinctions
- Une étoile au Guide Michelin 2014
- Trois toques au Guide Gault et Millau 2014
- Trois points au Guide Champérard 2014

## Spécialités
- Le Domaine de Rochevilaine est une maison où le homard est roi. Servi « dans tous ses états », il peut être cuit en transparence aux algues, préparé au beurre demi-sel, macéré à l’huile d’orange, …
- Grosses langoustines cuites en eau de mer à déguster « avec les doigts »
- Bar de ligne en croûte de gros sel
- Poissons sauvages de proximité selon la pêche
- Aventure marine (oursins, ormeaux, palourdes, coquilles Saint-Jacques)
- Sardines côtières encanaillées sur un pain perdu
- Duo insolite de crustacés et tête de veau en galette de blé noir
- Pigeonneaux de Sainte-Anne d’Auray
- Kouign-amann à la façon de Patrice Caillault
- Fameux sablé breton servi avec une compotée de rhubarbe et des fraises en écailles